# Malimbus erythrogaster
Malimbo-de-barriga-vermelha ou malimbe-de-barriga-vermelha (Malimbus erythrogaster) é uma espécie de ave da família Ploceidae.
Pode ser encontrada nos seguintes países: Camarões, República Centro-Africana, República do Congo, República Democrática do Congo, Guiné Equatorial, Gabão, Nigéria, Sudão e Uganda.